# هدايا (اسم)
هدايا هو اسم علم مذكر من أصل عربي، ومعناه هو واسم عائلي عربيبصيغة الجمعواحده هدية وهي التقدمة العطية بمناسبة سعيدة.

## وصلات خارجية
- موسوعة السلطان قابوس لأسماء العرب